# (37252) 2000 WR186
2000 WR186 (asteroide 37252) é um asteroide da cintura principal. Possui uma excentricidade de 0.15635480 e uma inclinação de 13.55628º.
Este asteroide foi descoberto no dia 27 de novembro de 2000 por LINEAR em Socorro.